# Morphozonitis
Morphozonitis es un género de coleóptero de la familia Meloidae, conocidos comúnmente como escarabajos aceiteros debido a su capacidad de secretar un líquido aceitoso como mecanismo de defensa.

## Descripción
Los escarabajos del género Morphozonitis son conocidos por su tamaño pequeño a mediano y su cuerpo alargado. Tienen antenas largas y segmentadas, y sus élitros (cubiertas de las alas) son generalmente de colores oscuros, aunque algunas especies presentan patrones o manchas distintivas.

## Distribución y hábitat
Las especies de Morphozonitis se encuentran en diversas regiones, principalmente en zonas tropicales y subtropicales. Habitan en una variedad de entornos, desde bosques hasta áreas abiertas, y se les suele encontrar en vegetación baja y flores, donde se alimentan de polen y néctar.

## Ciclo de vida y comportamiento
El ciclo de vida de estos escarabajos incluye las etapas de huevo, larva, pupa y adulto. Las larvas de Morphozonitis son parásitas y se desarrollan en los nidos de abejas solitarias, alimentándose de las provisiones de polen y néctar almacenadas por las abejas para sus propias crías.

## Especies
Las especies de este género son:
- Morphozonitis atripennis Pic, 1922
- Morphozonitis fasciata (Borchmann)
- Morphozonitis quadrimaculata

```
 * 
Morphozonitis quadrimaculata caffer

 * 
Morphozonitis quadrimaculata quadrimaculata
```

## Importancia ecológica
Los escarabajos de la familia Meloidae, incluyendo los del género Morphozonitis, juegan un papel importante en el control de las poblaciones de abejas solitarias, y al mismo tiempo, sus larvas contribuyen a la dinámica del ecosistema a través de su comportamiento parasitario.

## Precauciones
Debido a su capacidad para secretar líquidos irritantes, se recomienda manejar estos escarabajos con precaución. El líquido aceitoso que secretan puede causar irritación en la piel y en las membranas mucosas de los humanos.